# Reetdach

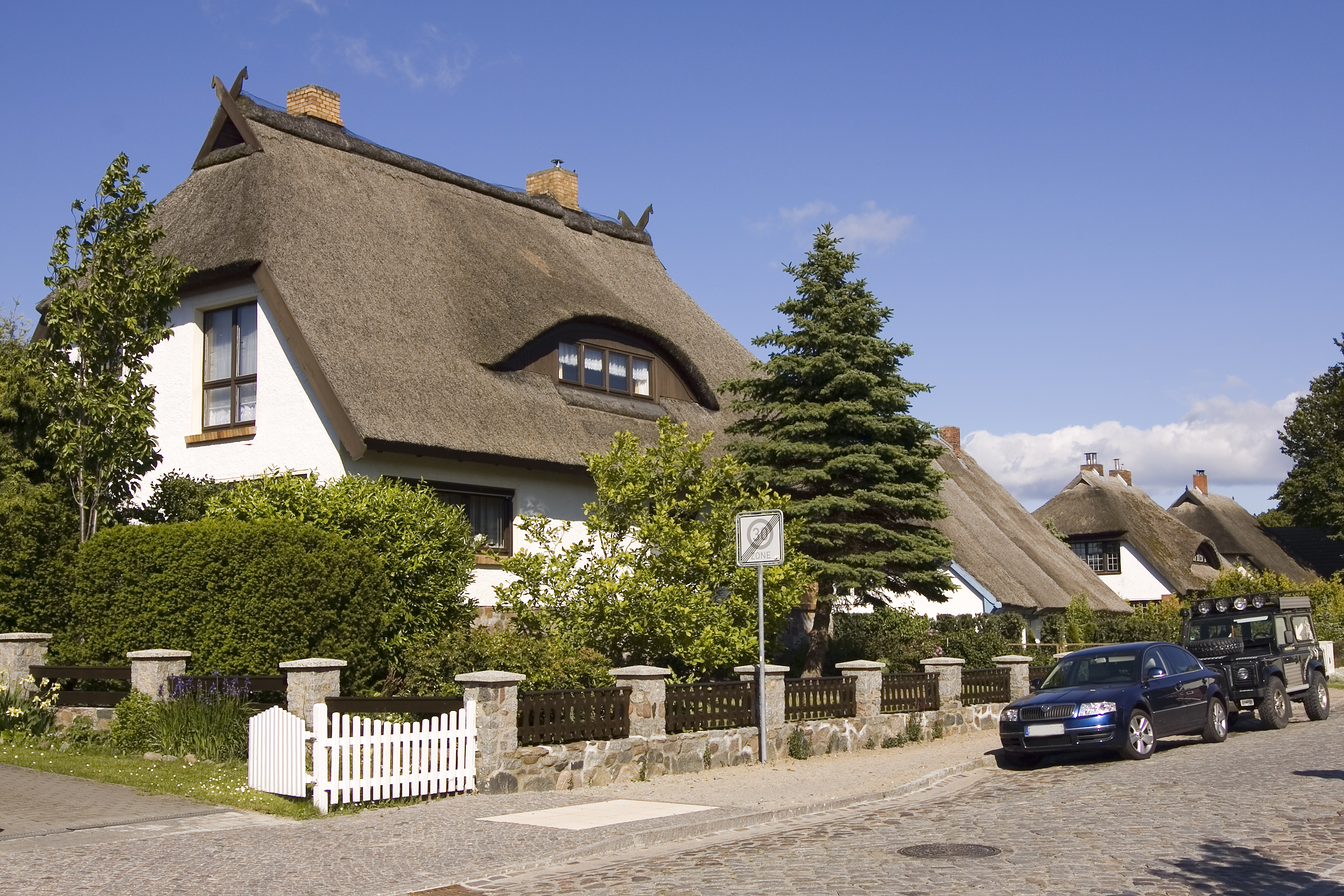
Traditionelle Reethäuser in Altefähr auf der Insel Rügen

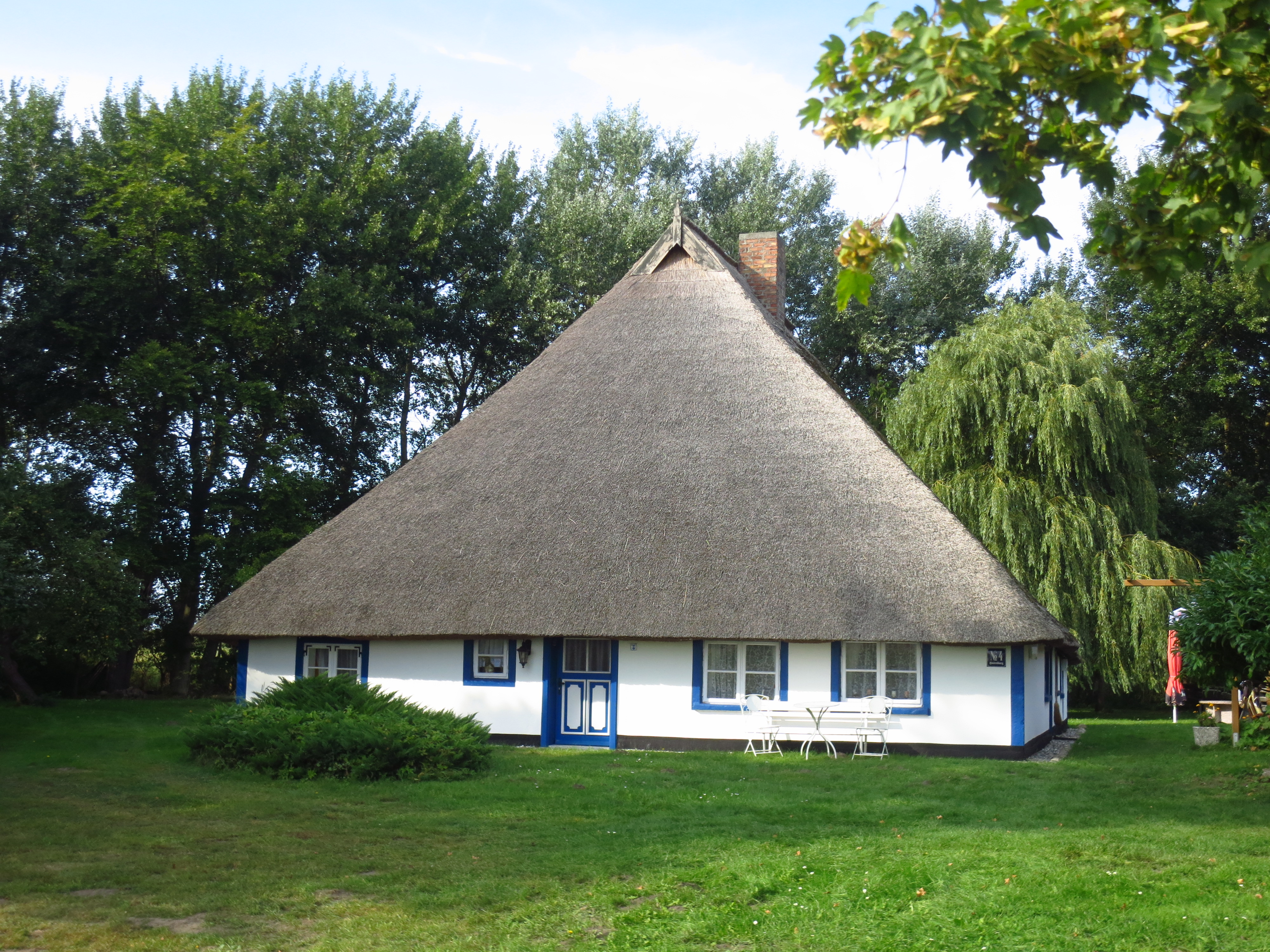
Mit Reetdach gedecktes Haus aus dem 17. Jahrhundert in Freesenort

Ein Reetdach (seltener und landschaftlich auch Rohrdach oder Schilfdach) ist eine traditionelle Art der Dachdeckung. Dafür wird getrocknetes Schilfrohr benutzt, genannt Reet (auch Reeth, Reth, Reith, Ried, Riet; von mittelhochdeutsch riet: „Schilf, Röhricht“), auch Rohr genannt. Die Reetdachdeckerei gilt als eine der ältesten Handwerkstechniken beim Hausbau. Mit Reet gedeckte Häuser werden auch als Reethaus bzw. Reethus oder Reetdachhaus bezeichnet.
Das Handwerk der Reetdachdeckerei wurde vom Land Mecklenburg-Vorpommern als immaterielles Kulturerbe der UNESCO eingereicht und 2014 als solches bestätigt.

## Geschichte
Reet bzw. Schilf war eines der ersten Bedachungsmaterialien der sesshaft gewordenen Menschen; dies ist vor allem auf die Eigenschaften des Schilfs und seine lokal sehr häufige Verfügbarkeit zurückzuführen. Die ersten nachgewiesenen Reetdächer (Pfahlbauten am Bodensee) gab es bereits um 4000 v. Chr. Es war leicht aufgebundenes Reet, das mit Haselnussstöcken als Schachtstange und eingeweichten Weidenstöcken auf den Dachstuhl gepresst wurde.
Im Mittelalter wurde aufgrund der Brandgefahr in dicht bebauten Gebieten das Reetdach in den Städten durch Hartdächer ersetzt. Auf dem Land behielt das Reet jedoch bis in die heutige Zeit eine gewisse Bedeutung.

## Konstruktion und Eigenschaften

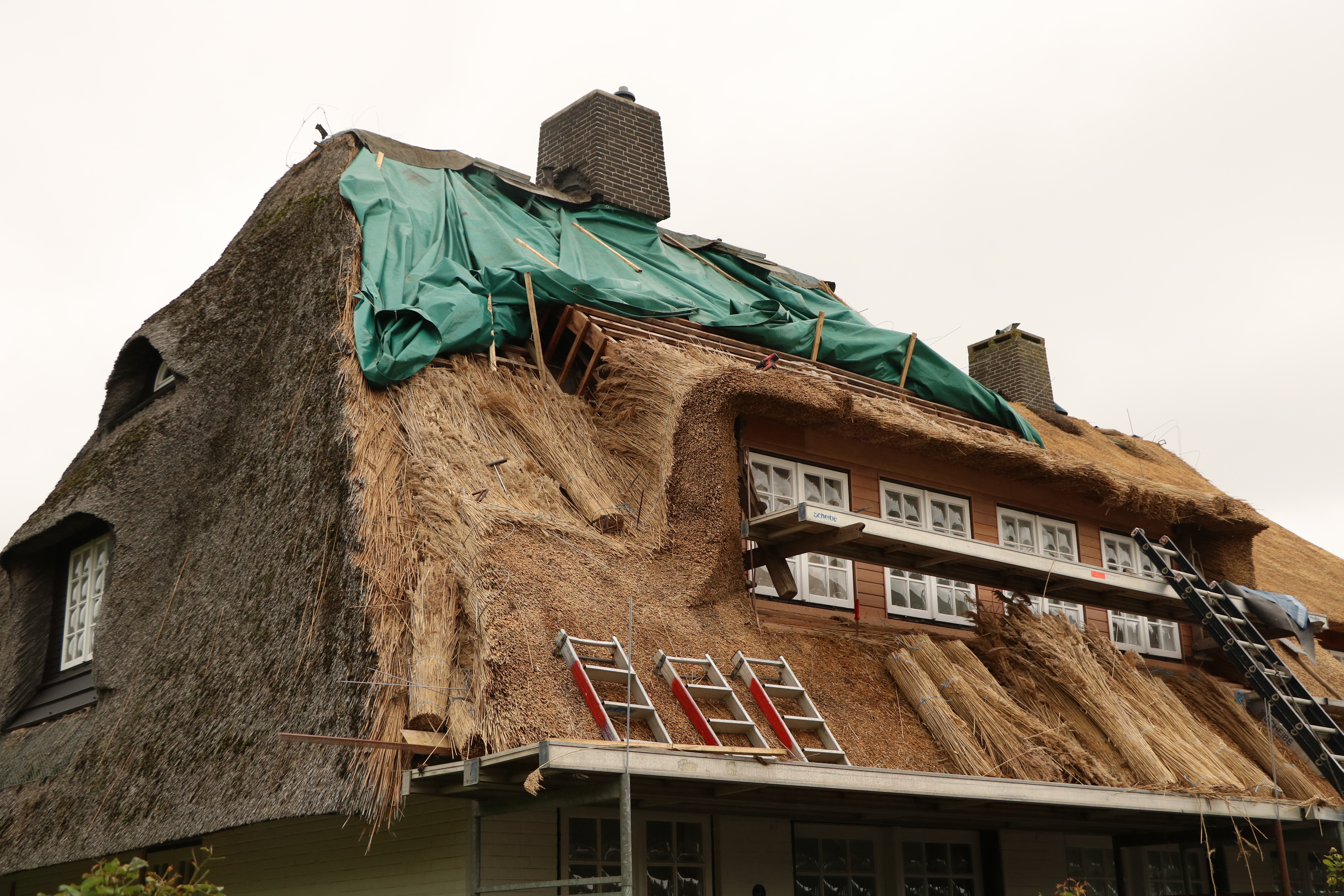
Ein Reetdach auf der Insel Sylt während des Aufbauprozesses.

Traditionell wurde bzw. wird ein Reetdach ohne Hinterlüftung als Warmdach konstruiert. Es wird heute auch als Kaltdach (mit Hinterlüftung) ausgeführt.
Reetdächer sollten eine Dachneigung von über 45° haben, damit die einzelnen Wassertropfen von Halm zu Halm gleiten können. Bei einem funktionierenden Reetdach wird so nur die oberste Schicht der Dachdeckung durchfeuchtet. Reetdächer haben als konstruktiven Bautenschutz einen großen Dachüberstand (Traufüberstand) von mindestens 50 cm. Da keine Regenrinne das Wasser abführt, tropft es in ausreichendem Abstand zum Mauerwerk ab und versickert in einem Kiesbett oder wird durch eine Rinne abgeführt.
Der First des Reetdaches ist von Region zu Region unterschiedlich gefertigt. In Regionen, in denen Heidekraut wächst, wird dieser mit Heidekraut gedeckt. In den Niederlanden, Flandern und Frankreich sind Tonkappenfirste (in naturrot gebrannt oder taubengrau gedämpft) üblich. In Nordfriesland ist der Grassodenfirst zu finden und in den skandinavischen Ländern sowie der Region Kappeln/Flensburg Hängeholzer (Eichenholzreiter), die auf einer Seegrasschicht hängen.
Reetdächer sind leicht entzündlich. Der Schornsteinaustritt muss laut Feuerungsverordnung mindestens 0,8 m über dem First liegen. Das Silvesterfeuerwerk, Blitzeinschläge und Funkenflug beim Grillen stellen eine besondere Gefahr dar.
Typischerweise muss ein Dach nach 30 bis spätestens 50 Jahren erneuert werden. Mitte der 1990er Jahre wurden im Norddeutschen Raum Probleme an Reetdächern bekannt, die möglicherweise durch Pilze verursacht wurden.

## Reetdachdeckerei

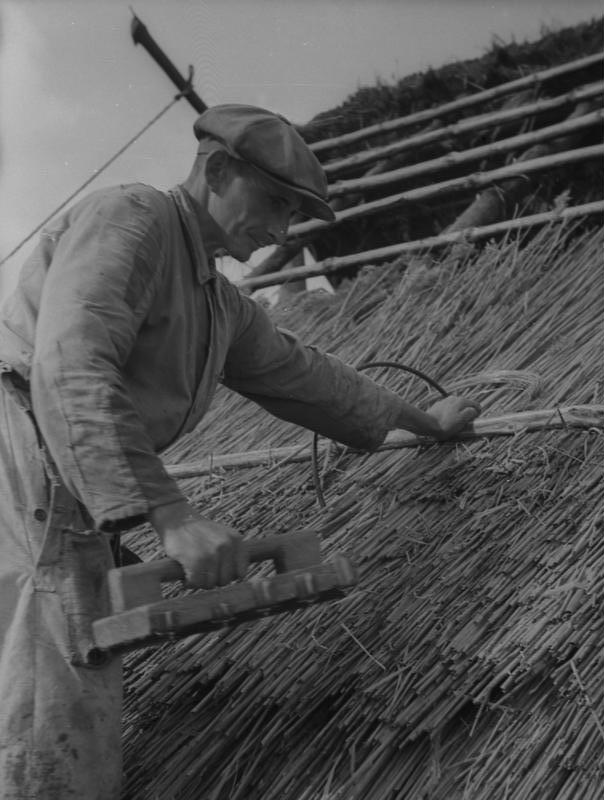
Dachdeckerarbeit mit Reet

In Deutschland gibt es etwa 300 Reetdachdeckereien für schätzungsweise 50.000 Reetdächer.
Neben lokalen Anbau wird Reet zu einem Teil aus Rumänien importiert, ebenso aus der Ukraine, Ungarn, Türkei und China.
Ein Reetdach kann als geschraubtes, genähtes oder gebundenes Dach hergestellt werden. Das Reet wird in geschnürten Bündeln geliefert, auf den Dachlatten verteilt und dann so verschoben, dass die unteren Reethalmenden eine schräge einheitliche, durchgehende Fläche bilden. Die Wurzelenden des Schilfs zeigen zum Boden. Die erste Schicht, die sog. Traufschicht, wird unter Spannung durch die Bindung am Dach gehalten. Die Spannung erhält die Deckung dadurch, dass die Auflagekante an der Traufe (Kniep) fünf bis sieben Zentimeter höher liegt als die Dachlattenebene.
Bei den gebundenen und den geschraubten Dächern wird ein Haltedraht (Schacht) auf die zirka einen Meter breiten und 10–20 cm starken Lagen gelegt und durch einen geschraubten oder gebundenen Draht auf die Lage gedrückt. Mit dem Klopfbrett werden die Lagen hochgeklopft und in Form gebracht. Dies wird Lage für Lage bis zum Erreichen des Dachfirsts fortgeführt, durch das Überdecken der einzelnen Lagen liegt die Bindung in der Mitte der Deckschicht. Das genähte Reetdach kommt ohne Haltedraht aus und ist aufwändiger zu verarbeiten.

## Bilder

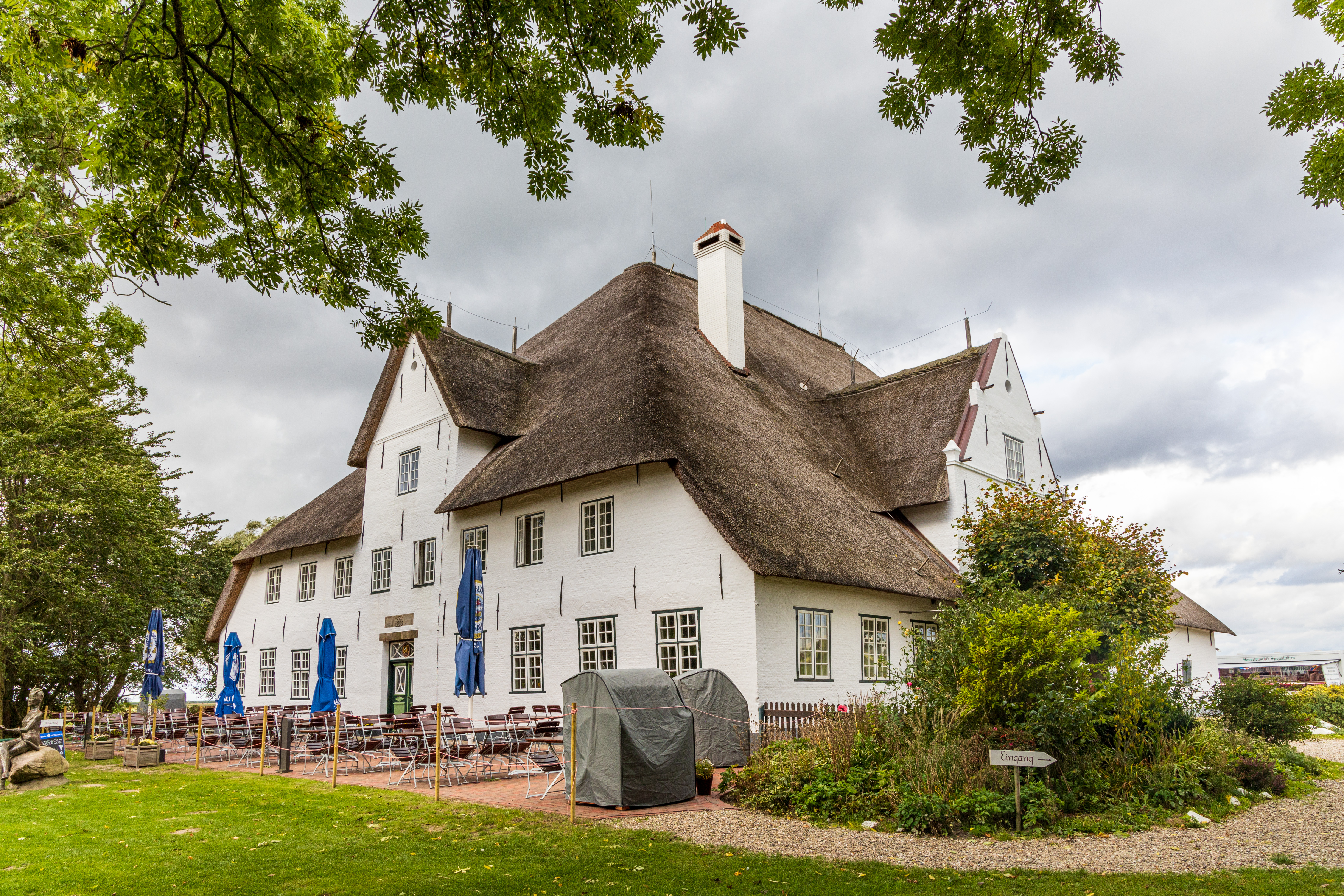
Roter Haubarg (Nordfriesland)
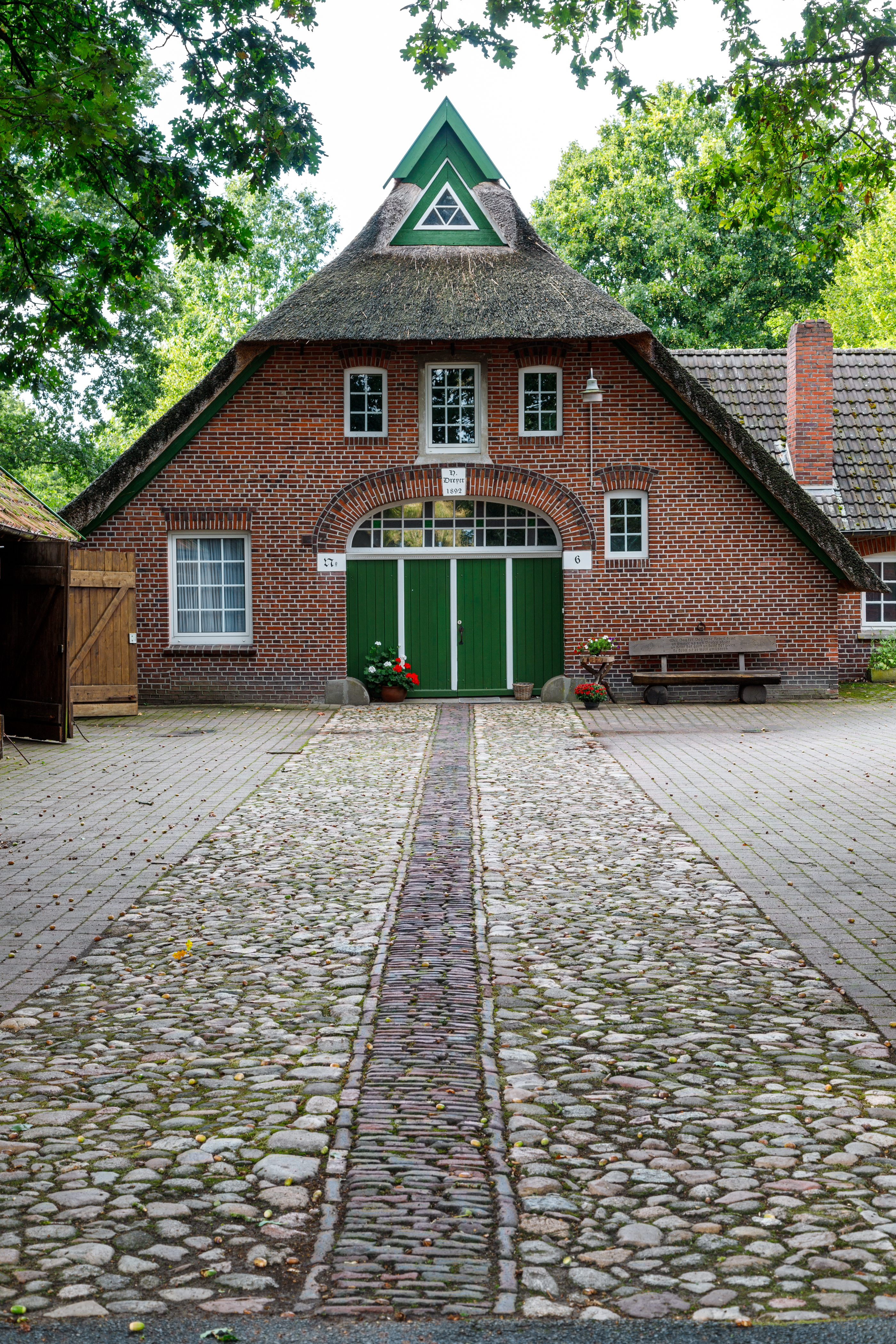
Bauernhaus in Aschhauserfeld
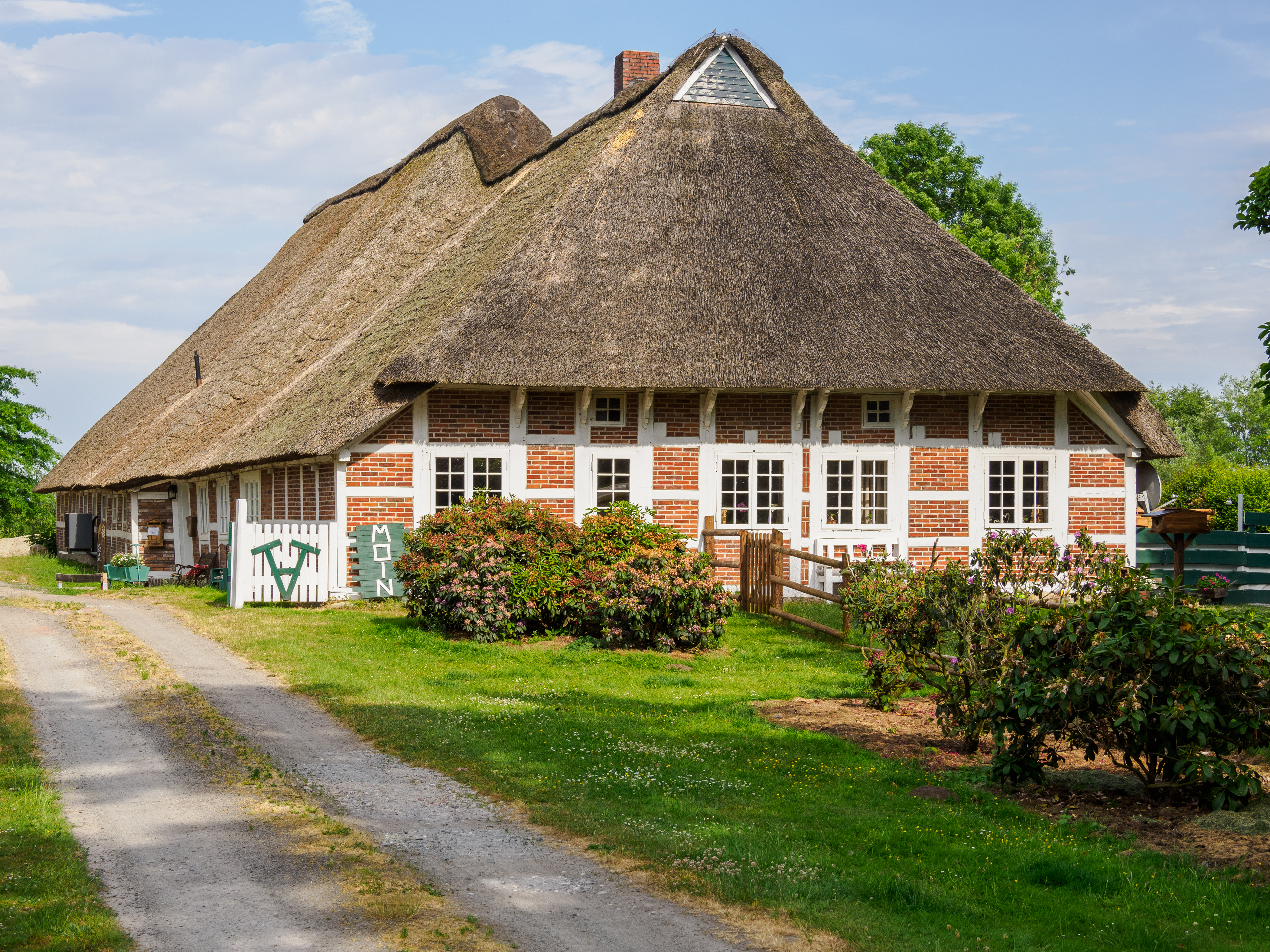
Bauernhof in der Wesermarsch
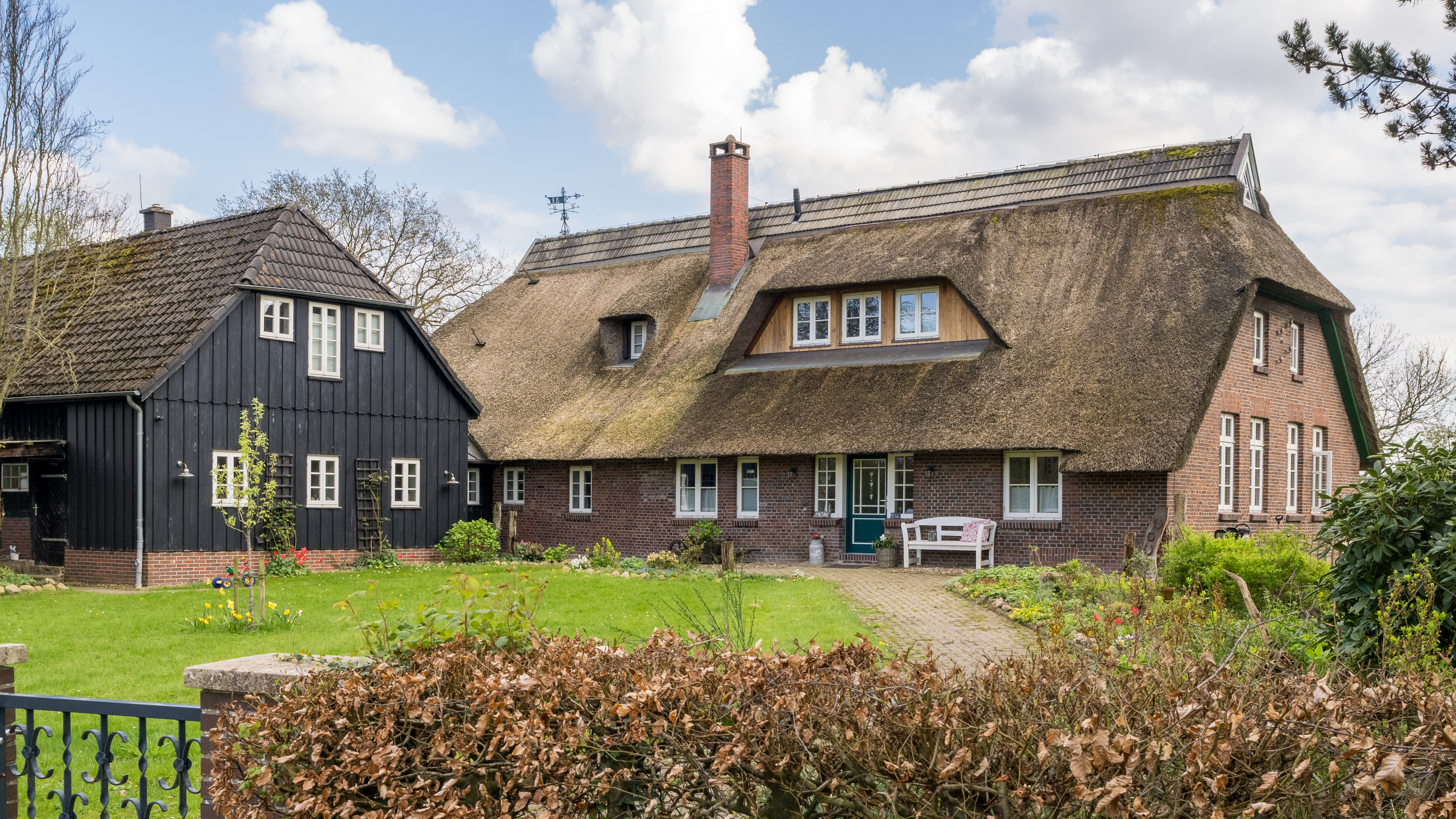
Groß-Bornhorst (Oldenburg)
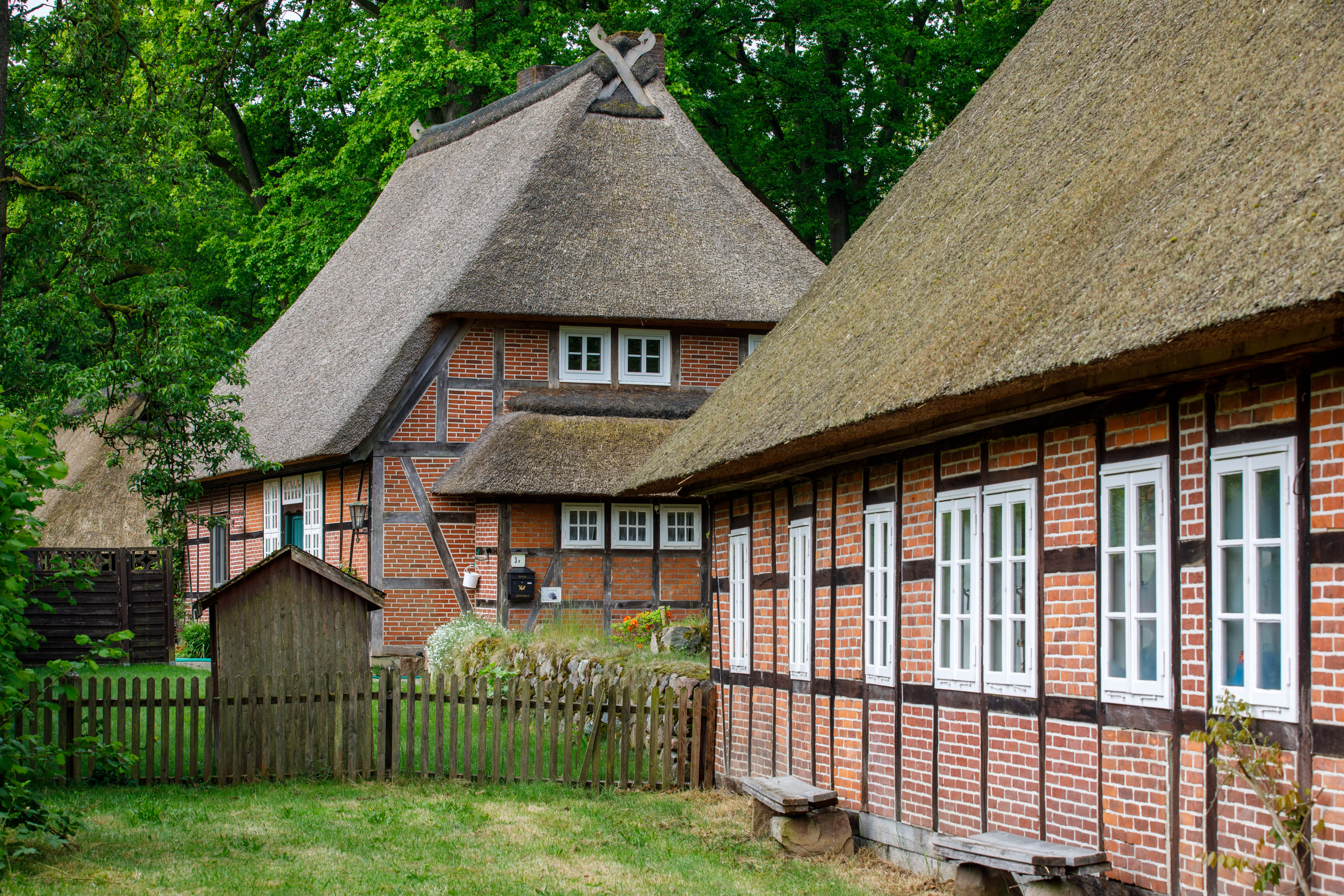
Wilsede (Heidekreis)
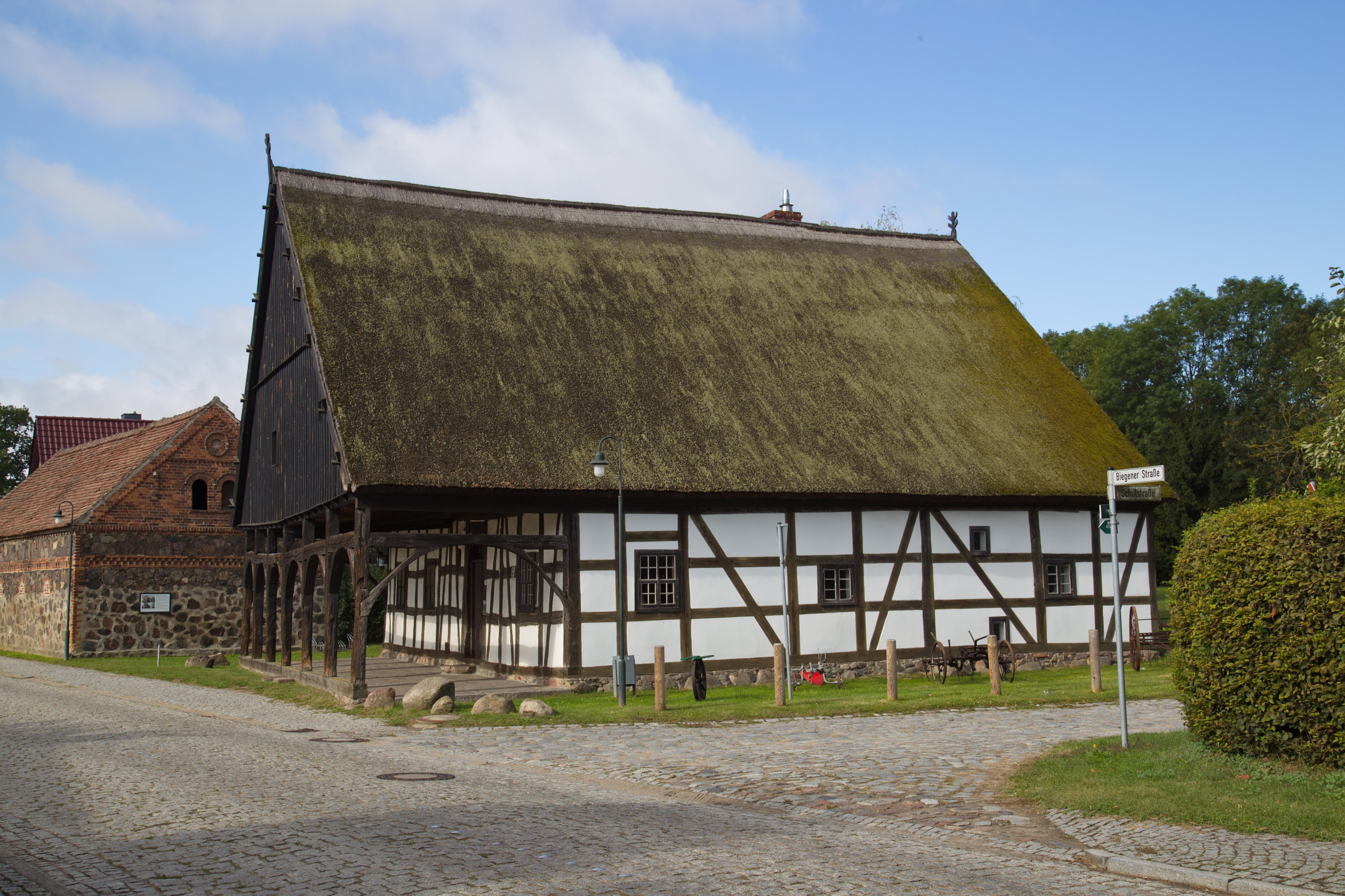
Vorgiebel-Laubenhaus in Brandenburg
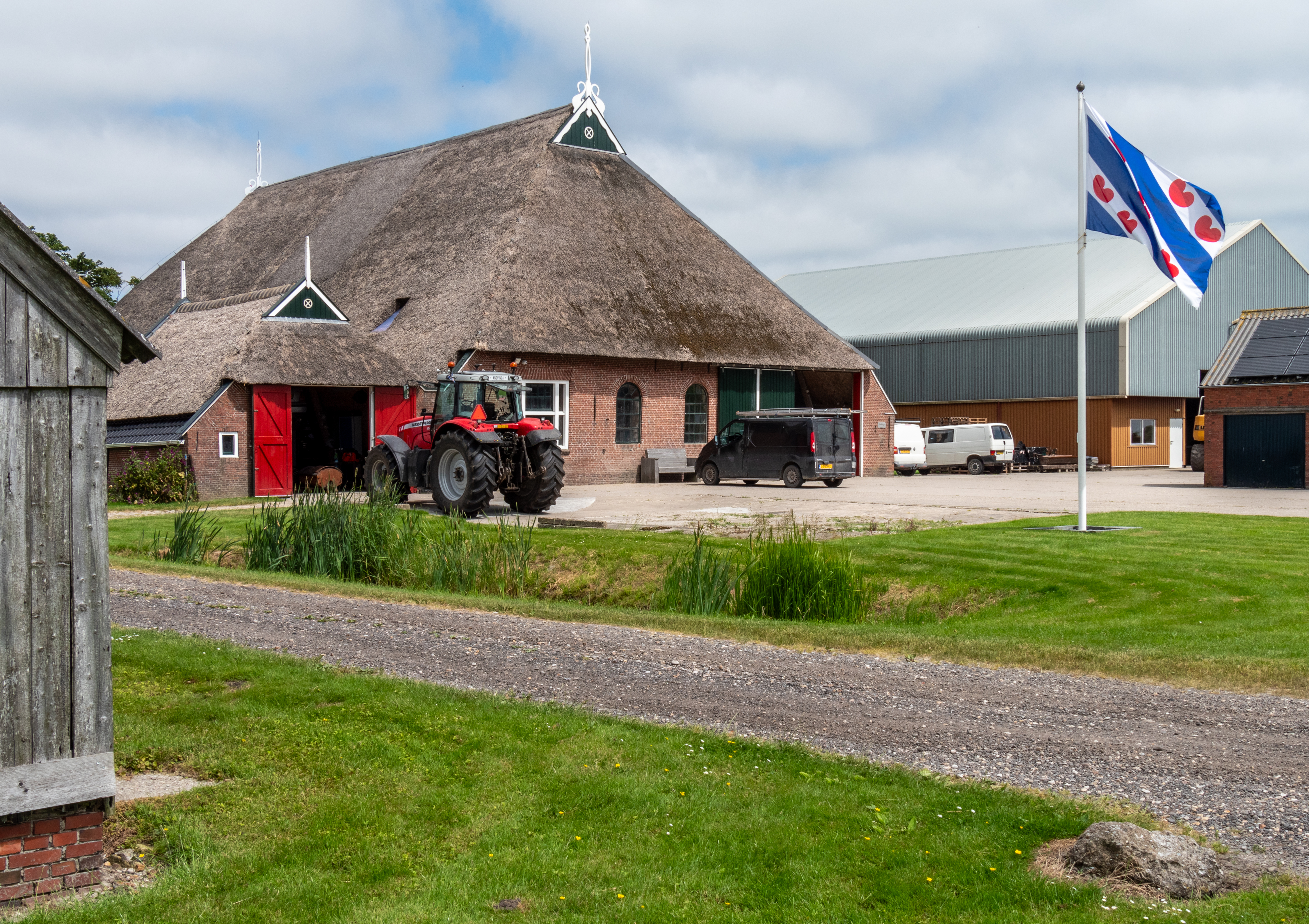
Reetgedeckter Bauernhof in Noardeast-Fryslân
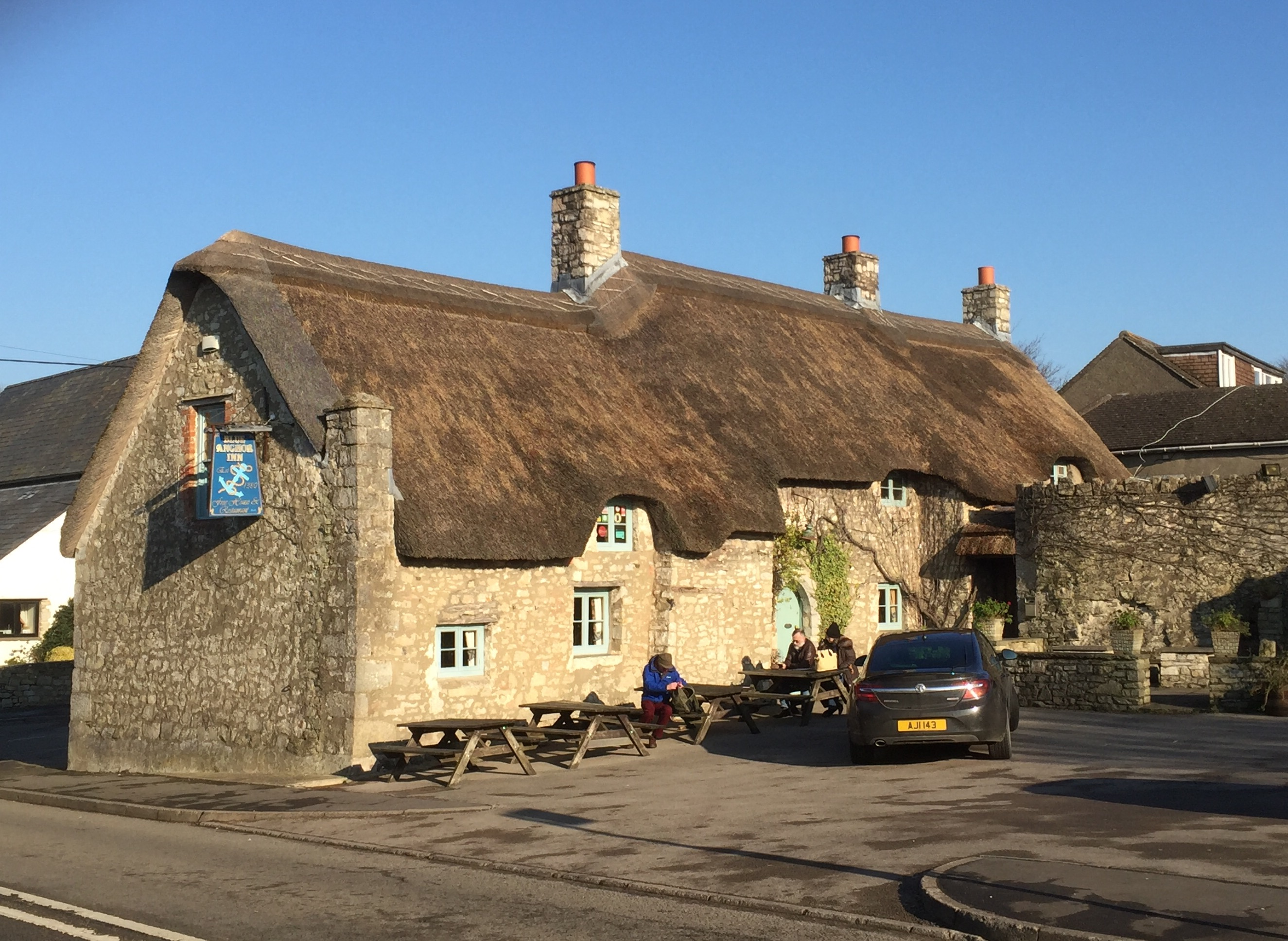
Pub in Wales
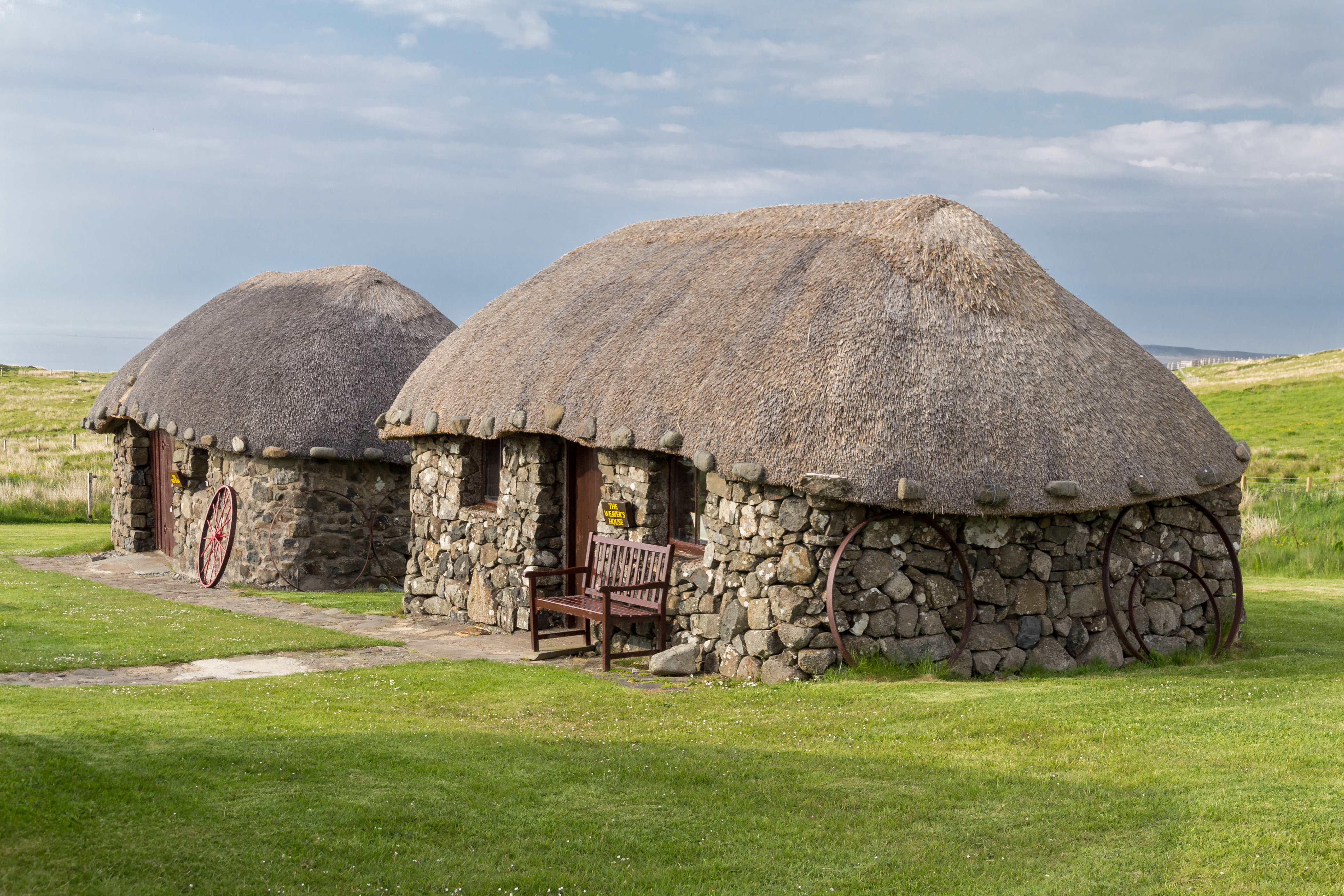
Black Houses, Isle of Skye

## Literatur

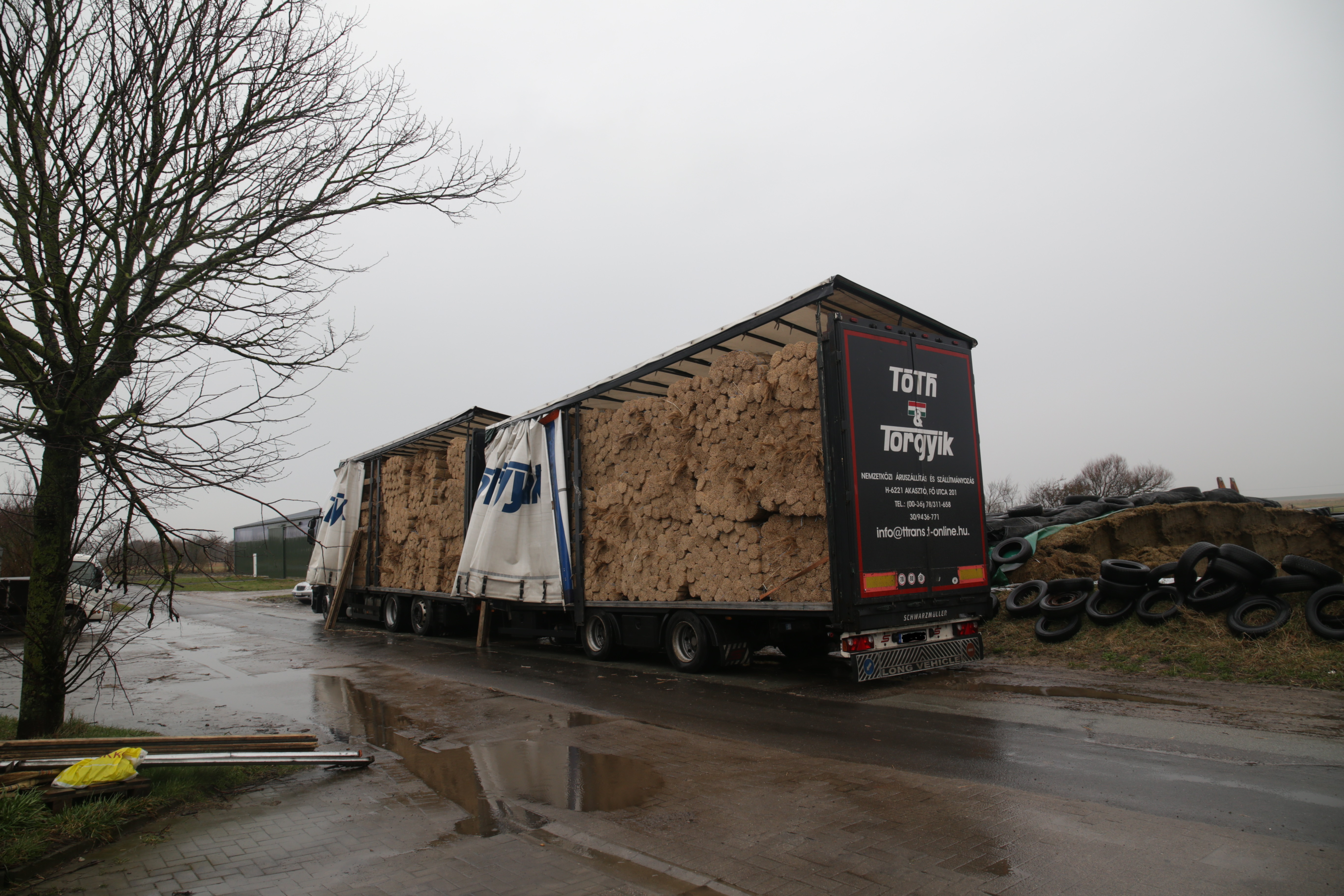
Reetlieferung aus Ungarn auf Föhr

## Dokumentation
- Dörte Petsch: Vom Rohr zum Reetdach NDR – Wie geht das? vom 9. August 2017 (YouTube)
- Thomas Weber: SWR Handwerkskunst - Wie man ein Reetdach deckt (YouTube) - vom 22. Oktober 2023